# Walton Walker
Walton Harris Walker (Belton, 3 dicembre 1889 – Seul, 23 dicembre 1950) è stato un generale statunitense.
Ufficiale con importanti funzioni di comando durante la seconda guerra mondiale e soprattutto durante la Guerra di Corea, Walton Harris Walker rimane una delle personalità più importanti ma anche discusse e meno conosciute dell'Esercito americano nelle guerre del ventesimo secolo.

## Biografia

### Gli inizi
Originario dello stato del Texas, Walton H.Walker frequentò la prestigiosa Accademia Militare di West Point (diplomandosi nel 1912), prima di partecipare con il grado di tenente alla spedizione messicana a Veracruz del 1914 guidata dal generale Frederick Furnston; durante la missione al confine messicano Walker divenne anche amico del collega e quasi coetaneo Dwight David Eisenhower.
Durante la prima guerra mondiale, Walker partecipò alla missione in Europa con l'American Expeditionary Forces, nei ranghi della 5ª Divisione di fanteria, ricevendo anche una Silver Star per il valore dimostrato in azione contro il nemico.  Tra le due guerre Walker tenne vari incarichi sul territorio statunitense, alla Scuola di Stato Maggiore di Forth Leavenworth nello stato del Kansas, e soprattutto assunse il ruolo di ufficiale alle operazioni nella brigata di fanteria comandata dal generale George Catlett Marshall, futuro Capo di Stato Maggiore dell'Esercito americano durante la seconda guerra mondiale e personalità dominante dell'establishment militare statunitense nel campo delle decisioni strategiche, organizzative e di selezione dei comandi.

### La seconda guerra mondiale
Pienamente apprezzato da Marshall, quindi, Walker ottenne nel 1941, l'incarico di partecipare alla costituzione, organizzazione e addestramento delle nuove forze meccanizzate degli Stati Uniti, in rapido sviluppo alla luce delle esperienze della Guerra in Europa del 1939-1940.

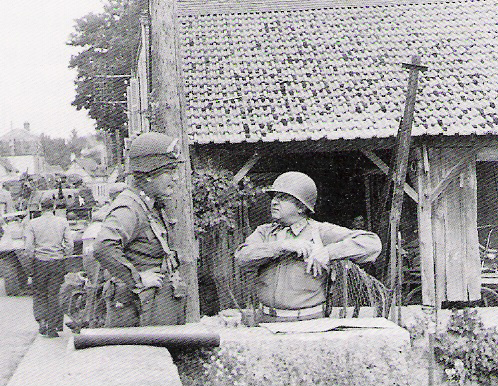
Il generale Walker (a destra nella foto), a colloquio con il maggior generale Lindsay Silvester, comandante della 7ª Divisione corazzata americana, nell'agosto 1944 in Francia, durante la fulminea avanzata alleata.

Esperto di guerra corazzata, Walton Walker (promosso nel 1942 maggior generale) fu il principale luogotenente del generale George Patton, prima assumendo il comando della 3ª Divisione corazzata, poi cooperando con Patton nella costituzione del Desert Training Center in California (organizzato per addestrare i reparti americani alla guerra nel deserto) e soprattutto al comando del XX Corpo d'armata (ex IV Corpo d'armata corazzato) durante la spettacolare avanzata della 3ª Armata americana attraverso la Francia e la Germania.
In particolare, il XX Corpo, guidato con grande energia da Walker, dotato di alcune divisioni corazzate e molto mobile grazie alla abbondante dotazione di mezzi meccanizzati e motorizzati, si distinse per la rapidità e l'efficacia delle sue manovre (venne soprannominato il "Corpo d'armata fantasma") durante le operazioni in campo aperto contro le indebolite forze tedesche.

Nel dettaglio il ruolo del corpo d'armata di Walker fu di assoluto rilievo nella fase successiva allo sfondamento di Avranches; nell'avanzata dalla Loira alla Senna; nella marcia verso la Mosa e la Mosella; nella aspra campagna di Lorena dell'autunno 1944.
Durante la dura battaglia invernale, Walker mostrò nuovamente capacità e combattività durante la controffensiva della 3ª Armata in risposta alla offensiva tedesca delle Ardenne, e infine anche nell'avanzata finale oltre il Reno e fin nel cuore della Germania centro-meridionale. La guerra del XX Corpo e del generale Walker terminò brillantemente a Linz in Austria il 7 maggio 1945, dopo aver liberato in precedenza il campo di concentramento di Buchenwald.

### Guerra in Corea
Dopo la fine della seconda guerra mondiale, Walker, dopo aver assunto con il grado di tenente generale nel 1948 il comando della 8ª Armata statunitense schierata in Giappone, dovette improvvisamente impegnarsi in Corea, dal luglio 1950, per cercare di salvare la situazione e arrestare la apparentemente inarrestabile offensiva nord-coreana.

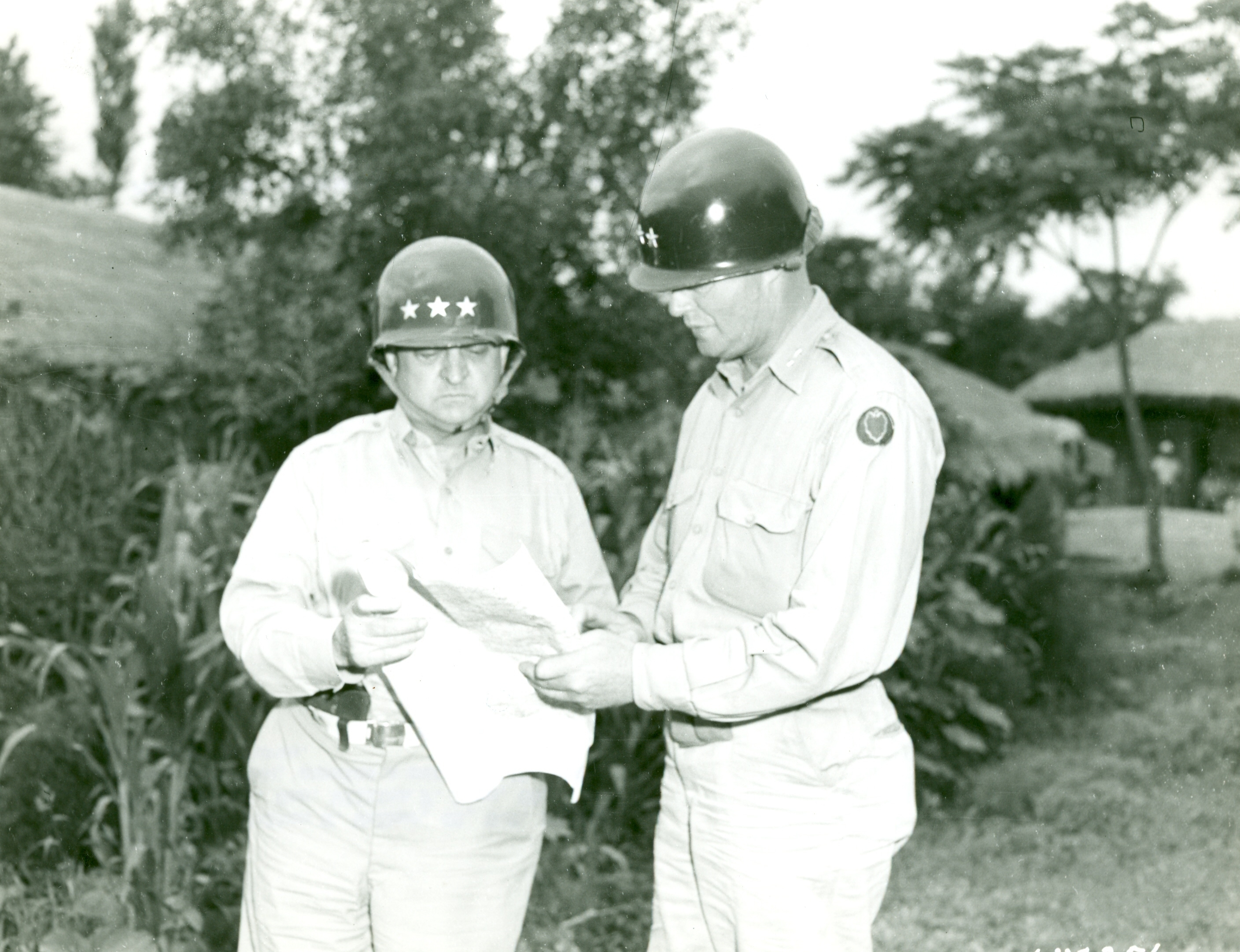
Walton Walker, a sinistra, a colloquio con il generale William Dean, comandante della 24ª Divisione fanteria, durante le fasi iniziali della Guerra di Corea.

Dopo grandi difficoltà iniziali, alcune dure sconfitte e grossi contrasti con la ingombrante personalità del comandante in capo del Teatro del Pacifico, generale Douglas MacArthur, Walker riuscì a stabilizzare la situazione raggruppando le sue forze nella precaria testa di ponte di Pusan. Le sue truppe parteciparono quindi alla controffensiva americana innescata dal brillante Sbarco di Inchon, avanzando rapidamente fino al fiume Yalu e vicino al confine cinese.

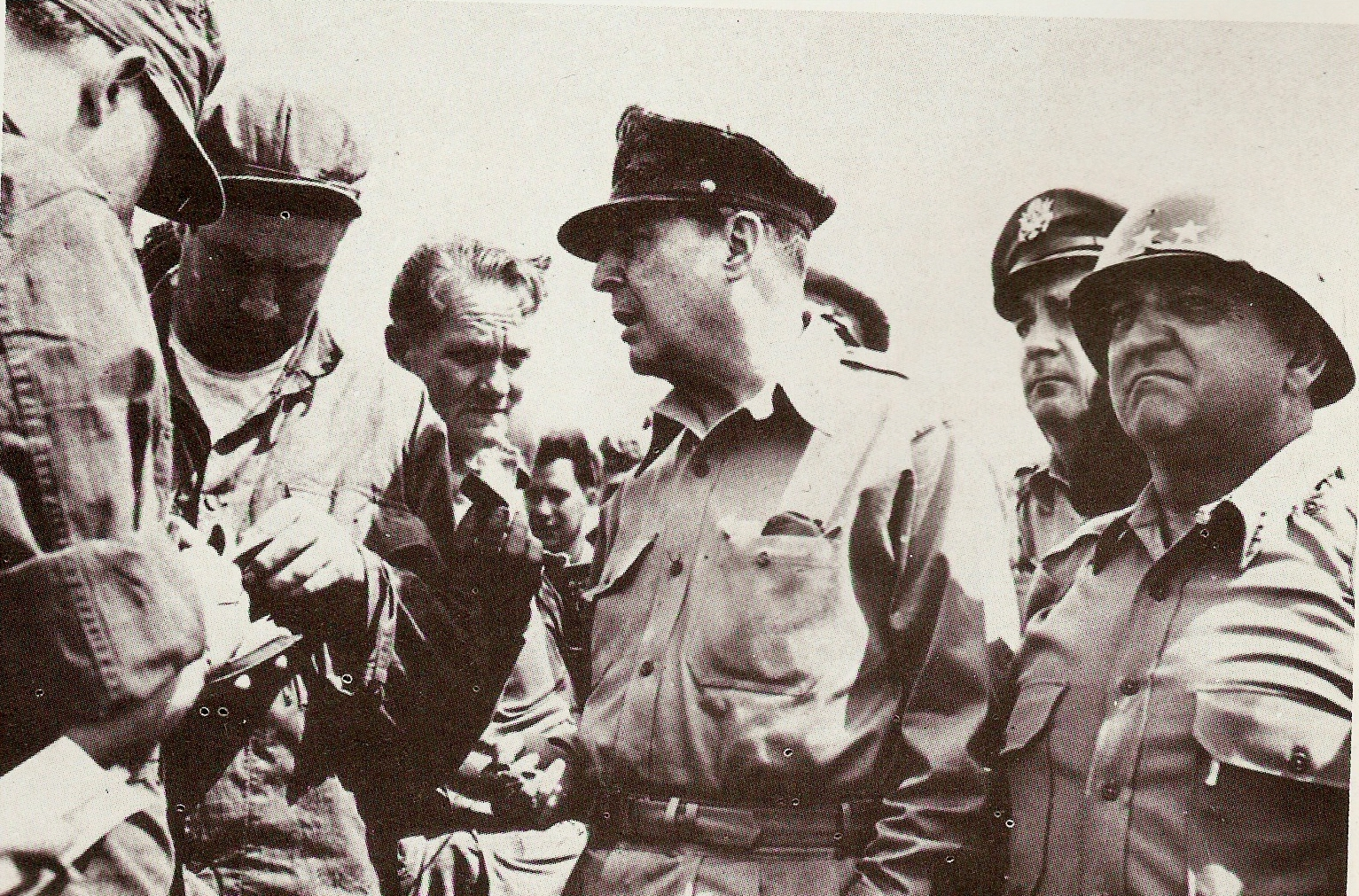
Il generale Douglas McArthur, con a sinistra Walton Walker, sul fronte coreano.

Colto di sorpresa nel dicembre 1950, come MacArthur, dall'improvviso intervento dell'esercito cinese, Walker non poté evitare una disastrosa ritirata, subendo ingenti perdite. Walker morì proprio durante questa ritirata per le ferite riportate in un incidente stradale con la sua jeep. Fu sostituito dal generale Matthew Ridgway.
Walton Walker (soprannominato "Johnnie Walker" o anche "Bulldog"), di bassa statura, dall'aspetto energico e arcigno, non era molto amato, ma si dimostrò, specialmente in Francia e Germania, uno dei più preparati e dinamici generali americani, molto esperto nella conduzione di rapide avanzate con mezzi corazzati; fu considerato da Patton il migliore dei suoi luogotenenti.
Durante la guerra di Corea, Walker, forse alle prese con un compito superiore alle sue capacità di stratega, non mostrò la stessa determinazione e non ottenne gli stessi brillanti risultati. Spesso intimidito dalla dominante personalità di MacArthur e in costante contrasto con il generale Edward M. Almond (principale collaboratore di MacArthur), dovette subire alcuni gravi rovesci, anche se ottenne il notevole risultato di stabilizzare la situazione salvando il porto di Pusan come base di operazioni per la successiva controffensiva alleata.